# Sobór św. Dymitra Sołuńskiego w Widyniu
Sobór św. Dymitra Sołuńskiego – prawosławny sobór w Widyniu, katedra metropolii widyńskiej Bułgarskiego Kościoła Prawosławnego.
Sobór został wzniesiony w I połowie XX wieku na miejscu starszej, istniejącej od XVII w. drewnianej świątyni. W cerkwi tej 6 grudnia 1868 miało miejsce pierwsze w historii prawosławne nabożeństwo w język bułgarskim. W tym samym roku świątynia stała się katedrą eparchialną. W 1889 z powodu złego stanu technicznego świątynia została rozebrana, a na jej miejscu wzniesiono nową cerkiew, która jest drugim co do wielkości – po soborze św. Aleksandra Newskiego w Sofii – prawosławnym obiektem sakralnym w Bułgarii. Gotową budowlę poświęcił w 1926 metropolita widyński Neofit. Sobór posiada status zabytku o znaczeniu narodowym.